# Lotje (lied)
Lotje is een lied van Jopke van Dobbenburgh, Maurits Beelen en Roeland Beelen van de Nederlandse studentenvereniging U.V.S.V./N.V.V.S.U. Het werd in eigen beheer onder het label Anno Ons uitgebracht op 4 maart 2024, maar werd ruim een jaar later een nummer één hit in de Spotify virallijst. Ook behaalde het nummer de eerste plaats in de Single Top 100.

## Achtergrond
In maart 2024 maakten Jopke van Dobbenburgh, Maurits Beelen en Roeland Beelen van de Utrechtse vrouwelijke studentenvereniging U.V.S.V./N.V.V.S.U. voor een skireis het nummer Lotje. Het nummer maakte onderdeel uit van een volledig album ter ere van het 125-jarig bestaan van de vereniging. Roeland Beelen en Van Dobbenburgh, beiden al met een achtergrond in de muziek, zongen het nummer. Het nummer gaat over een Frans meisje genaamd Lotje in de bergen. Wie het meisje daadwerkelijk is, houden de studenten geheim.
Tijdens een TikTok benoemde de Nederlandse zanger Snelle het nummer en sindsdien ging deze op hetzelfde platform viraal. In april 2025 wist het nummer in de top drie van de Spotify virallijst binnen te komen. Op 8 april 2025 wist het nummer door te stoten tot aan de eerste plaats. Het drietal tekende naar aanleiding van het nummer een platencontract bij Universal Music en Van Dobbenburgh en Roeland Beelen mochten voor het eerst live optreden in de studio van Radio 538. Ze traden op 26 april 2025 ook live op bij 538 Koningsdag op het Chasséveld in Breda. Hierbij werden ze verrast met een Gouden Plaat omdat Lotje op dat moment al 10 miljoen keer was gestreamd.Op 12 juli 2025 kregen ze tijdens een vliegreis ook nog eens de Platina Plaat uitgereikt in het vliegtuig omdat Lotje op dat moment al 80 miljoen keer was gestreamd.

## Hitnoteringen
Lotje wist op 3 april 2025 binnen te komen op de zesde plaats in de Tipparade. Een week later kwam het nummer op de zeventiende plaats binnen in de Nederlandse Top 40. In de Single Top 100 stond het nummer in haar tweede week in de top tien. In de vierde week piekte het nummer op de eerste plaats van de Single Top 100. Een remix van en met Lil Kleine werd later toegevoegd aan de hitnotering.